# Inmigración británica en Belice
La inmigración británica en Belice se refiere al movimiento migratorio desde el Reino Unido hacia una de sus excolonias en América, Belice. Belice es actualmente la única nación centroamericana que pertenece a la Mancomunidad de Naciones, siendo al mismo tiempo la única monarquía constitucional de América Central, cuyo jefe de Estado es el monarca británico, que en este caso, actúa como monarca beliceño. El censo de población del año 2010 registró 2000 británicos en Belice, representando el 0,6 % de la población beliceña. Se estima que alrededor de un 24% de los beliceños son de ascendencia británica, contando al 21% de criollos beliceños (británico con esclavo, mulato o zambo) y el 3% son blancos de ascendencia británica directa.

## Emigrantes británicos notables
- Gian Ghandi (en): abogado.[3]
- Baron Bliss (en): filántropo.[4]